# Nederlandse Antillen op de Olympische Winterspelen 1992
De Nederlandse Antillen nam deel aan de Olympische Winterspelen 1992 in Albertville, Frankrijk. Het was de tweede deelname aan de Winterspelen.
Bart Carpentier Alting nam voor de tweede keer deel bij het bobsleeën waar hij de stuurman van de tweemansbob was. Zijn remmer was Dudley den Dulk.

## Deelnemers en resultaten
(m) = mannen, (v) = vrouwen 

### Bobsleeën
| Olympiër (deelname)                            | Discipline                           | Resultaat | Prestatie                                               |
| ---------------------------------------------- | ------------------------------------ | --------- | ------------------------------------------------------- |
| Bart Carpentier Alting (2) Dudley den Dulk (1) | 2-mansbob (m) Nederlandse Antillen I | 37e       | 4.13,09 (+9,83) (1.02,97 / 1.03,26 / 1.03,40 / 1.03,46) |

Algerije · Amerikaanse Maagdeneilanden · Andorra · Argentinië · Australië · België · Bermuda · Bolivia · Brazilië · Bulgarije · Canada · Chili · China · Chinees Taipei · Costa Rica · Cyprus · Denemarken · Duitsland · Estland · Filipijnen · Finland · Frankrijk · Gezamenlijk team · Griekenland · Groot-Brittannië · Honduras · Hongarije · Ierland · IJsland · India · Italië · Jamaica · Japan · Joegoslavië · Kroatië · Letland · Libanon · Liechtenstein · Litouwen · Luxemburg · Marokko · Mexico · Monaco · Mongolië · Nederland · Nederlandse Antillen · Nieuw-Zeeland · Noord-Korea · Noorwegen · Oostenrijk · Polen · Puerto Rico · Roemenië · San Marino · Senegal · Slovenië · Spanje · Swaziland · Tsjecho-Slowakije · Turkije · Verenigde Staten · Zuid-Korea · Zweden · Zwitserland